# Аполлон ариадна
Аполлон ариадна (Parnassius ariadne) — дневная бабочка семейства Парусники (Papilionidae).
Видовое название дано в честь Ариадны (др.-греч. Ἀριάδνη) — в древнегреческой мифологии дочь критского царя Миноса и Пасифаи, давшая Тесею нить при помощи которой он нашел выход из лабиринта, где убил минотавра.
Таксон был валидным до ревизии 2010 года (Hanus, Theyc, 2010). По её результатам, вид, до этого известный как Parnassius phoebus, в настоящее время носит название Parnassius corybas, а таксон, который до этого назывался Parnassius ariadne, теперь носит название Parnassius phoebus.